# 캐치 레슬링
캐치 레슬링(catch-as-catch-can)은 고전적인 종합 그래플링 스타일이자 격투 스포츠이다. 상대에 대한 효과를 높이기 위해 레슬링에 자체 제출 보류 또는 "후크"를 개발 한 여행 유원지의 레슬링 선수에 의해 대중화되었다.